# Hermann Bach (Bildhauer)
Hermann Reinhold Bach (* 11. Oktober 1842 in Stuttgart; † zwischen 1914 und 1919) war ein deutscher Bildhauer. Er war ein Bruder des Kunsthistorikers Max Bach.

## Leben
Hermann Bach war ein Sohn des Kartografen und Geologen Heinrich Bach. Er begann bei Theodor von Wagner an der Königlichen Kunstschule in Stuttgart seine Ausbildung und setzte das Studium in den Jahren 1868 bis 1870 in Rom fort, wofür er ein staatliches Stipendium erhielt. Im Laufe seiner Tätigkeit wandte er sich zunehmend den religiösen Themen zu. Bach wohnte abwechselnd in Berchtesgaden und in Locarno.
Bach arbeitete häufig im öffentlichen Auftrag. Zu seinen Werken gehörten die Statuen Spinnerin und Pifferaro, gefertigt im Auftrag der Königin von Württemberg Charlotte in Carrara-Marmor; ferner Büsten der Kaiser Wilhelm I. und Wilhelm II., eine Madonnenfigur für eine Kirche – möglicherweise die Pietà der Kirche St. Peter und Paul in Bühl –, eine Gipsstatue Friedrich Schillers für das Stuttgarter Polytechnikum und eine Gruppe, die Moses betend in der Schlacht gegen die Amalekiter darstellte und für den Turm des Ulmer Münsters vorgesehen war. Ferner stammen die Statuen Schillers und Friedrich Lists am Georgenäum in Calw sowie das Lutherrelief in der Metzinger Martinskirche von ihm.

## Werk

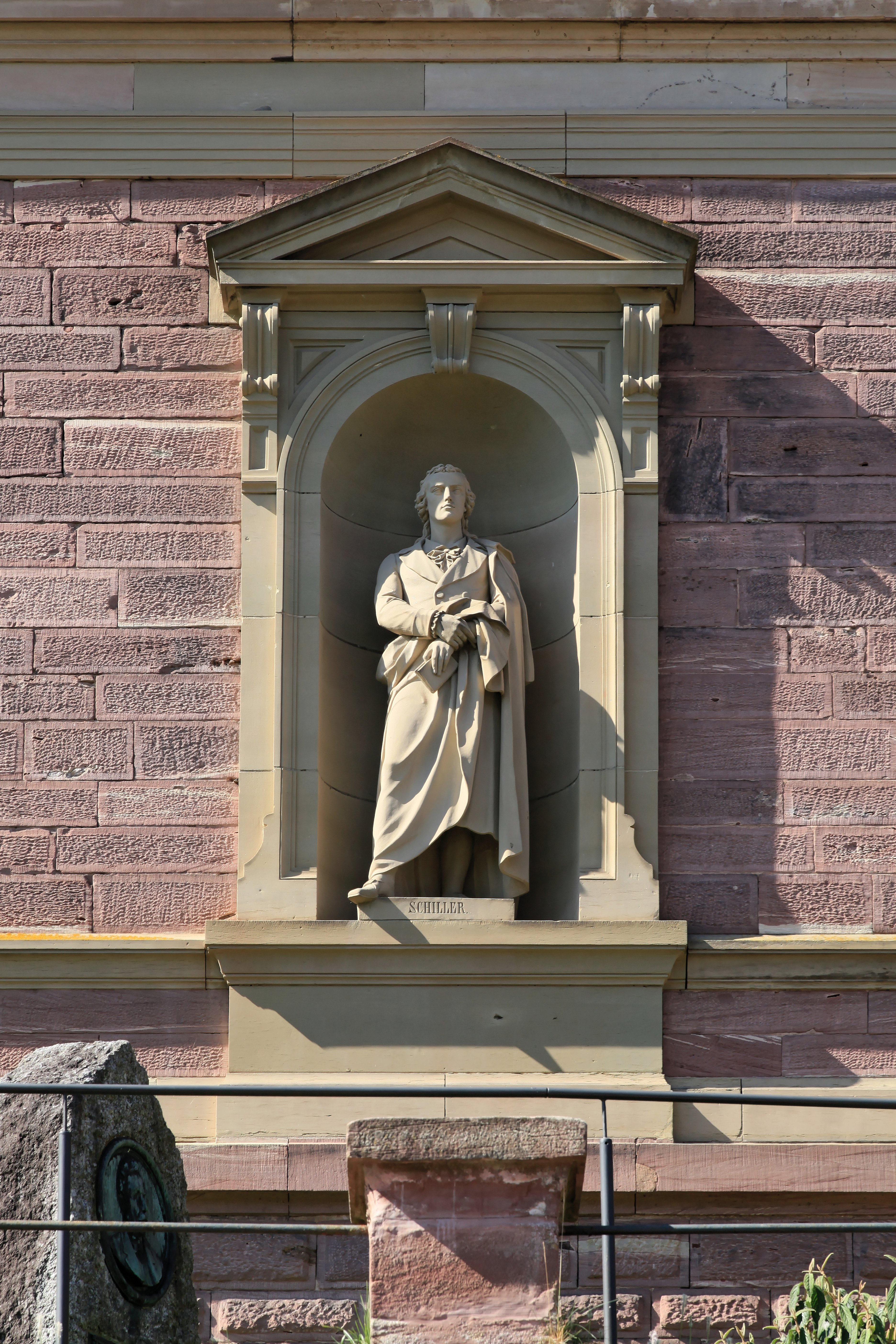
Schiller-Standbild am Georgenäum in Calw

- Calw: zwei Standbilder (Friedrich Schiller, Friedrich List) an der Fassade des Georgenäums (1871)
- Sigmaringen: zwei Apostel-Figuren für die Gruftkapelle des Fürstenhauses von Hohenzollern-Sigmaringen
- Straßburg (Elsass): vier Standbilder aus Kalkstein (Winckelmann, Schöpflin, Sleidanus, Niebuhr) an der Fassade der Universität
- Stuttgart:
  - Standbild von Friedrich Schiller in der Aula des Polytechnikums
  - Standbilder „Handel“ und „Schifffahrt“ von der Attika des Landesgewerbemuseums in Stuttgart (beide bezeichnet 1894). Diese wurden wie die anderen Skulpturen um 1965 abgenommen, seitdem an wechselnden Orten gelagert, zurzeit in einem Natursteinwerk in Eppingen.[6]
- Bad Urach: Gustav-Schwab-Denkmal auf der Hochwiese beim Wasserfall (1914)[7]